# Alvlösa (naturreservat)
Alvlösa är ett naturreservat i Mörbylånga kommun i Kalmar län.
Området är naturskyddat sedan 1992 och är 37 hektar stort. Reservatet ligger mitt på Stora Alvaret öster om byn Alvlösa och består av öppet alvar med mestadels tunna jordar.